# Mikkel Adrup Poulsen
Mikkel Adrup Poulsen (født 17. oktober 1984) er en dansk curlingspiller. Han var udtaget som reserve til Vinter-OL 2010 i Vancouver. Han deltog endvidere i Vinter-OL 2014 og er udtaget til Vinter-OL 2018.   